# Giacomo Bosio
Giacomo Bosio (Chivasso, 1544 - Róma, 1627) a máltai Szent János-lovagrend tagja, a rend első történetírója volt.
Milánói nemesi családból származott, amely több lovagot is adott a rendnek. Öccse, Gianotto részt vett a nagy ostromban 1565-ben. Ő irányította a Birgut és a Szent Mihály-erődöt összekötő híd építését, amely komoly szerepet kapott a törökök visszaverésében.
Giacomo Bosio beszámolója Málta ostromáról számos első kézből származó információval szolgál az utókornak. Információi jelentős részét azokból az iratoknak az áttanulmányozásából szerezte, amelyeket Agostino di Santa Maura, a rend tisztviselője gyűjtött össze. Megírta a rend történetét is a kezdetektől 1571-ig.